# Paderborn (Illinois)
Paderborn es un lugar designado por el censo ubicado en el condado de St. Clair en el estado estadounidense de Illinois. En el Censo de 2010 tenía una población de 43 habitantes y una densidad poblacional de 108,51 personas por km².

## Geografía
Paderborn se encuentra ubicado en las coordenadas 38°21′34″N 90°2′49″O / 38.35944, -90.04694. Según la Oficina del Censo de los Estados Unidos, Paderborn tiene una superficie total de 0.4 km², de la cual 0.39 km² corresponden a tierra firme y (1.96%) 0.01 km² es agua.

## Demografía
Según el censo de 2010, había 43 personas residiendo en Paderborn. La densidad de población era de 108,51 hab./km². De los 43 habitantes, Paderborn estaba compuesto por el 100% blancos, el 0% eran afroamericanos, el 0% eran amerindios, el 0% eran asiáticos, el 0% eran isleños del Pacífico, el 0% eran de otras razas y el 0% pertenecían a dos o más razas. Del total de la población el 0% eran hispanos o latinos de cualquier raza.